# Solanum erosomarginatum
Solanum erosomarginatum är en potatisväxtart som beskrevs av Sandra Diane Knapp. Solanum erosomarginatum ingår i släktet skattor som ingår i familjen potatisväxter. Inga underarter finns listade i Catalogue of Life.